# 2008年夏季殘疾人奧林匹克運動會希臘代表團
2008年夏季殘疾人奧林匹克運動會希臘代表團於2008年9月6日至17日參加在中國北京舉行的第13屆殘疾人奧運會。
希臘在本屆殘奧會將派出69名運動員出戰包括田徑、射箭、硬地滾球、單車、盲人柔道、舉重、帆船、射擊、游泳、輪椅劍擊、輪椅網球等合共十一個項目。

## 獎牌榜
| 奖牌 | 运动员                      | 项目     | 赛事                   |
| ---- | --------------------------- | -------- | ---------------------- |
| 金牌 | 乔治斯·卡佩拉基斯           | 游泳     | 男子50米自由泳S2級     |
| 金牌 | 帕斯卡利斯·斯塔塞拉科斯     | 田径     | 男子铅球F40級          |
| 金牌 | 哈拉兰波斯·泰加尼季斯       | 游泳     | 男子100米自由泳S13級   |
| 金牌 | 赫里斯托斯·坦帕克西斯       | 游泳     | 男子50米仰泳S1級       |
| 金牌 | 哈拉兰波斯·泰加尼季斯       | 游泳     | 男子100米仰泳S13級     |
| 銀牌 | 格里戈里奥斯·波利赫罗尼季斯 | 硬地滚球 | 混合单打BC3級          |
| 銀牌 | 哈拉兰波斯·泰加尼季斯       | 游泳     | 男子50米自由泳S13級    |
| 銀牌 | 乔治斯·卡佩拉基斯           | 游泳     | 男子100米自由泳S2級    |
| 銀牌 | 安德烈亚斯·卡察罗斯         | 游泳     | 男子50米仰泳S1級       |
| 銀牌 | 哈拉兰波斯·泰加尼季斯       | 游泳     | 男子100米蝶泳S13級     |
| 銀牌 | 亚历山德拉·季莫格卢         | 田径     | 女子400米T13級         |
| 銀牌 | 哈拉兰波斯·泰加尼季斯       | 游泳     | 男子200米混合泳M13級   |
| 銀牌 | 帕夫洛斯·马马洛斯           | 举重     | 男子82.5公斤级         |
| 銀牌 | 安西·卡拉扬尼               | 田径     | 女子跳远F13级          |
| 銅牌 | 扬尼斯·普罗托斯             | 田径     | 男子400米T13級         |
| 銅牌 | 阿萨纳西奥斯·巴拉卡斯       | 田径     | 男子跳远F11級          |
| 銅牌 | 乔恩·费尔南德斯             | 田径     | 男子铅球F53/54級       |
| 銅牌 | 阿纳斯塔西奥斯·齐乌         | 田径     | 男子铅球F57/58級       |
| 銅牌 | 乔治斯·卡佩拉基斯           | 游泳     | 男子200米自由泳S2級    |
| 銅牌 | 哈拉兰波斯·泰加尼季斯       | 游泳     | 男子400米自由泳S13級   |
| 銅牌 | 乔治斯·卡佩拉基斯           | 游泳     | 男子50米仰泳S2級       |
| 銅牌 | 亚历山德拉·季莫格卢         | 田径     | 女子100米T13級         |
| 銅牌 | 亚历山德拉·季莫格卢         | 田径     | 女子200米T13級         |
| 銅牌 | 玛丽亚·斯塔马图拉           | 田径     | 女子铅球F32-34/52/53級 |

## 參賽項目
射箭、田徑、硬地滾球、單車、馬術、七人制足球、帆船、游泳、乒乓球